# Baldwin (Maine)
Baldwin – miasto w Stanach Zjednoczonych, w stanie Maine, w hrabstwie Cumberland.